# Vallée de l'Alcantara
Pour les articles homonymes, voir Alcantara.
La vallée de l'Alcantara (italien : valle dell'Alcantara) est un territoire correspondant un bassin versant du fleuve Alcantara, c'est-à-dire la surface de la Sicile orientale qui recueille les eaux de pluie (et les chutes de neige) qui alimentent l'exutoire du fleuve Alcantara. Les limites physiques (bassin versant) de ce bassin coulent au nord sur les crêtes des monts Péloritains, à l'ouest sur les crêtes des Nébrodes, au sud sur les sols volcaniques de l'Etna, et à l'est sur la côte de la mer Ionienne.
Sa superficie est d'environ 550 km², assez large dans le panorama des bassins versants siciliens. Son altitude maximale coïncide avec le sommet de l'Etna, soit 3 330 mètres, alors que la moyenne est d'environ 900 mètres. Les autres points culminants sont : le mont Colla avec 1 611 m, la Montagna Grande avec 1 374 m, plus haut sommet des monts Péloritains. 
Les terres du bassin versant, d'un point de vue administratif, relèvent des territoires des villes métropolitaines de Messine (12 municipalités) et de Catane (3 municipalités).
Dans la ville métropolitaine de Messine :
- Francavilla di Sicilia
- Gaggi
- Giardini Naxos
- Graniti
- Malvagna
- Moio Alcantara
- Motta Camastra
- Roccella Valdemone
- Taormina

Dans la ville métropolitaine de Catane :
- Calatabiano
- Castiglione di Sicilia
- Randazzo

Le terme est également utilisé à des fins touristiques sans limites précises.

## Géologie
Le substrat géologique qui forme le fond de ce bassin est constitué à 60 % de roches sédimentaires des âges quaternaire, cénozoïque et mésozoïque, pour une autre partie (35 %), par les volcanites de l'Etna et, pour une petite partie (5 %), des roches métamorphiques typiques des monts Péloritains. D'un point de vue géomorphologique, le bassin fluvial de l'Alcantara a une typologie vallonnée-montagneuse, avec des paysages souvent rudes et arides ; seulement vers son embouchure subsiste une zone plate (hameaux de Trappitello, Chianchitta etc.) et ici la couverture végétale est enrichie par les cultures agricoles. Cependant, les zones boisées ne manquent pas (Pineta di Graniti, Bosco di Malabotta, chênaies de Pittari et Voture, hêtraies de Colla et Monte Spagnolo, Bosco Camisa, etc.) ; bien que, généralement, confiné aux districts de montagne. 
Les gorges de l'Alcantara, désormais connues dans le monde entier, sont la destination de milliers de touristes chaque année. Cette partie de la rivière traverse la petite ville de Motta Camastra, dans la localité de Fondaco Motta.

## Hydrographie

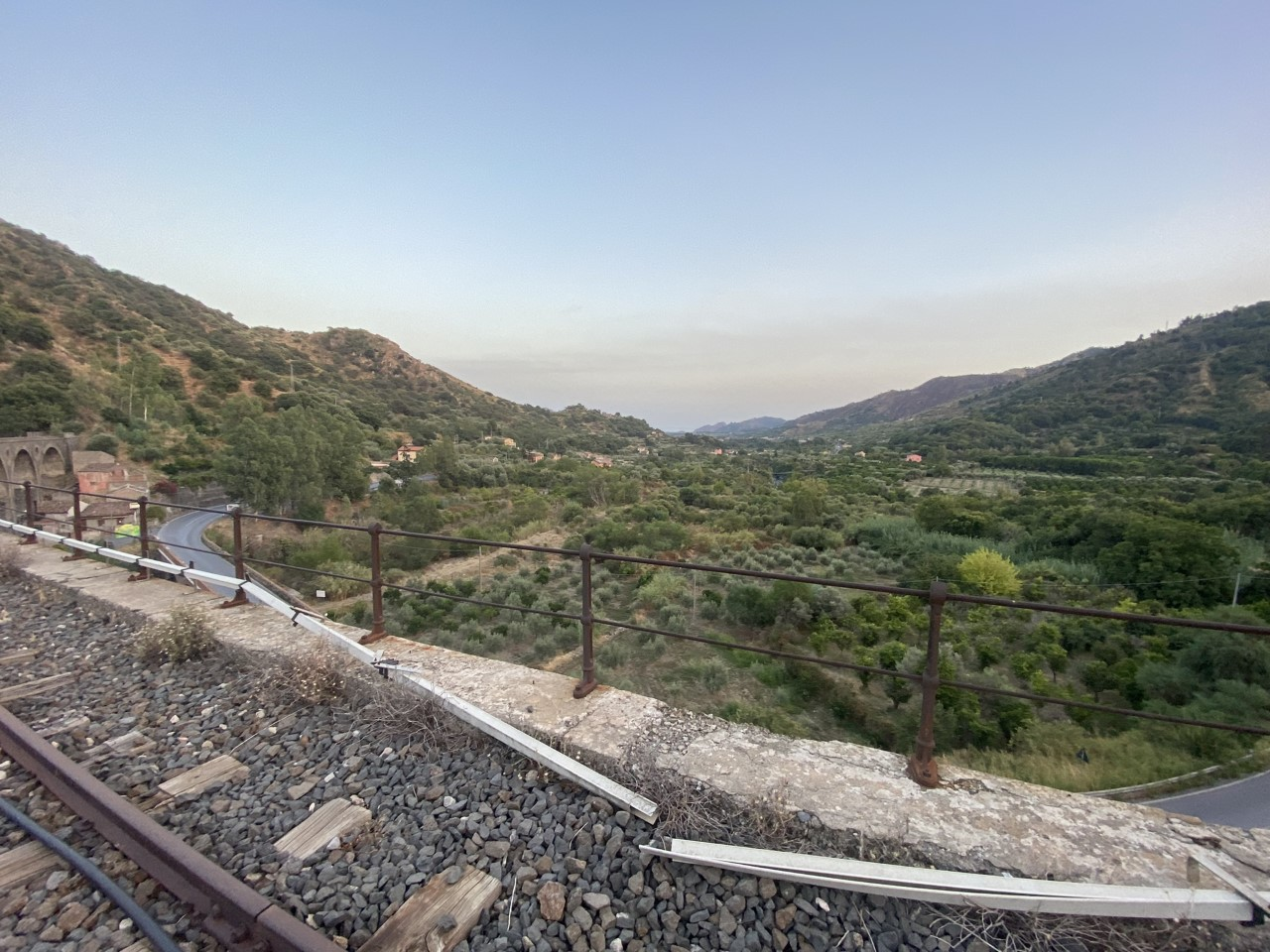
La vallée de l'Alcantara vue depuis le ponte San Cataldo, viaduc ferroviaire en voûte de la ligne Alcantara-Randazzo à proximité de Motta Camastra. L'ouvrage surplombe la SS 185.

L'hydrographie du bassin est évidemment dominée par le fleuve Alcantara ; cependant, certains de ses affluents montrent une présence importante comme le Flascio ou le San Paolo. L'Alcantara, comme les autres fleuves, a des affluents de part et d'autre (au sens hydrographique, c'est-à-dire retour à la source) ; cependant ceux de la rive gauche, y compris les deux venant d'être mentionnés, sont plus nombreux (Favoscuro, Roccella, Fortina, Petrolo, S. Cataldo, etc.) et ont une plus grande étendue que leur voisin de la rive droite ; ils forment une hydrographie articulée orientée du nord au sud et se détachant comme une ligne de partage des eaux des monts Péloritains. Par contre, les affluents de la rive droite (Sciambro, Sobrera, San Zito etc.) sont peu nombreux et ont un écoulement court.
Au confluent des rivières Flascio et Alcantara, un plan d'eau (le seul existant dans le bassin versant) s'est formé naturellement, il s'agit du lac dit de Gurrida, un rare exemple d’étendue d'eau formé par un barrage en lave solidifié, où de nombreux oiseaux migrateurs viennent s'y ressourcer pendant leur voyage. Aucun lac artificiel n'a été créé dans la vallée, il y a cependant trois réservoirs appelés : Flascio (sur la rivière du même nom), Alcantara (sur le cours d'eau principal) et Rocche Palazzolo (sur la rivière Roccella), utilisés à des fins hydroélectriques, d'irrigation et industrielles. Enel exploite deux centrales hydro-électriques ont été installées dans la partie basse du bassin versant ; 7 groupes électrogènes sont opérationnels, capables de produire au total environ 30 millions de kWh par an.
Déjà en 1896, la municipalité de Francavilla di Sicilia utilisait l'eau de la rivière comme source d'énergie pour un générateur électrique installé dans un moulin abandonné.
Dans le bassin versant de l'Alcantara, il existe des éléments paysagers notables d'un point de vue naturaliste, dont le sentier fluvial, Monte Moio, les gorges de l'Alcantara à Fondaco Motta, le lac Gurrida, les grottes volcaniques du secteur nord de l'Etna et les zones boisées.